# Pachysaga munggai
Pachysaga munggai es una especie de insecto de la familia Tettigoniidae. Es endémico de Australia.